# Allocapnia mystica
Allocapnia mystica är en bäcksländeart som beskrevs av Theodore Henry Frison 1929. Allocapnia mystica ingår i släktet Allocapnia och familjen småbäcksländor. Inga underarter finns listade i Catalogue of Life.